# Folia
Bei der Folia (spanisch Folía, in Tabulatur- und Notenwerken auch französisch Folie; oft La Folia) handelt es sich um ein melodisch-harmonisches Satzmodell, das seinen Ursprung als Tanzform in Portugal hat, seit dem Ende des 16. Jahrhunderts als Gebrauchsmusik nachweisbar ist und vor allem in der Barockmusik als Vorlage etlicher Variationswerke diente.

## Allgemeines
Der Begriff Folia (auch Follià, Folia d’Espagne) stammt aus dem Portugiesischen (folia – „lärmende Lustbarkeit“, „übermütige Ausgelassenheit“), existiert aber auch im Italienischen (follia – „Narrheit“, „Tollheit“, „Wahnsinn“), im Französischen (la folie – „Verrücktheit“, „Wahnsinn“) und Spanischen (la folía).
Folia (betont auf dem i) bezeichnet neben dem Satzmodell auch einen feurig-schnellen portugiesischen Tanz des 16. Jahrhunderts, einen Gedichtstypus des 17. Jahrhunderts und Lieder spanischer und portugiesischer Herkunft, ebenfalls des 17. Jahrhunderts. Inwiefern und ob überhaupt diese Folias und das Foliasatzmodell zusammenhängen, ist noch ungeklärt.

## Die Folia in der Musikgeschichte

### Früheste Entwicklung der Foliamusik
Im 15. und 16. Jahrhundert entstanden Musikstücke, welche zwar nicht den Namen Folia trugen,  jedoch schon einige Charaktermerkmale des melodisch-harmonischen Satzmodells der späteren Folia aufwiesen: drei- bis vierstimmige Lieder in der spanischen Sammlung Cancionero de Palacio (ab 1494), Pavanen von Alonso Mudarra (in Tres libros de Música en cifras para vihuela, 1546) und Enríquez de Valderrábano (1547) sowie Ricercare von Diego Ortiz aus dem Jahr 1553. In allen diesen Fällen ist die Zugehörigkeit zum Foliatypus unsicher, da einerseits zwar Übereinstimmungen mit dem Foliasatzmodell festzustellen sind, andererseits jedoch gravierende Unterschiede bestehen (Taktart, Form, Charakter usw.).
Wegen seines ungezügelten Charakters soll der Foliatanz in seiner Frühzeit immer wieder verboten worden sein.

### Die frühe Folia
Im Jahr 1577 trug eine typische Foliamelodie in Francisco de Salinas’ De musica libri septem erstmals den Titel Folia, in der weiteren Entwicklung erschien das foliatypische Harmonieschema vor allem in Tänzen. Die frühe Folia weist nun bereits viele Gemeinsamkeiten mit der späten Folia auf: den Dreiertakt, die Homophonie, das 16-taktige Thema (2 × 8 Takte). Allerdings ist das Tempo der frühen Folia eher schnell, das Tongeschlecht der Grundtonart ist nicht immer Moll, sondern häufig auch Dur, und die rhythmischen und harmonischen Aspekte sind noch wesentlich variabler als in der späten Folia (mit ostinatem Bass, in Moll und mit der Akkordprogression i-V-i-VII-III-VII-i-V-I wie zum Beispiel Dm - A - Dm - C - F - C - Dm - A - D). Schon bald entstanden die ersten Variationsreihen; die früheste stammt von Johann Hieronymus Kapsberger (19 Variationen über das Foliathema für Chitarrone, 1604). Nur wenig später erschien eine Folia in den Tabulaturen für spanische Gitarre von Girolamo Montesardo (Nuova inventione d'intavolatura, 1606).

### Die späte Folia

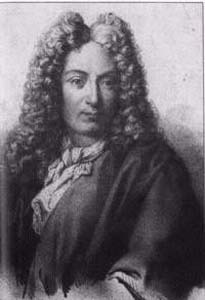
Der Geiger und Komponist Arcangelo Corelli, Verfasser der wohl bekanntesten Foliavariationen

Eine Übergangszeit folgte, und die späte Folia löste die frühe ab. 1672 schrieb Jean Baptiste Lully die Air des hautbois Les folies d’Espagne. Dieses Variationswerk über das Foliathema besitzt erstmals alle charakteristischen Merkmale der späten Folia: Über einer Harmoniefolge, die immerfort von der Moll-Grundtonart in die Durparallele aufsteigt und wieder zurücksinkt, variiert Lully die typische Foliamelodie; im langsamen Dreiertakt erklingt der Rhythmus einer Sarabande. In dieser Zeit gewinnt das Harmonieschema, also die Basslinie, eine größere Bedeutung als die Melodie; die Folia gehört nun im weitesten Sinne zu den Passacaglien bzw. Chaconnen.
In den nächsten Jahren breitete sich die Folia über ganz Europa aus; etliche Foliakompositionen (vor allem Variationen über das Foliathema) entstanden und wurden zu einem Signum der Barockmusik. Die wohl bekanntesten und sehr anspruchsvollen 23 Variationen stammen von Arcangelo Corelli: eine Variationsreihe in wechselnden Tempi für Violine und Basso continuo aus op. V. Bereits zu Lebzeiten Corellis erschienen außerdem Bearbeitungen für Blockflöte. Diese Folia zählt bis heute zu den wichtigsten Werken des Blockflötenrepertoires. Das Werk wurde von Francesco Geminiani als Concerto grosso instrumentiert, existiert aber seit dem 17. Jahrhundert auch in (teilweise anonymen) Bearbeitungen für Gitarre.
Weitere Variationssätze stammen (abgesehen von anonymen Verfassern) zum Beispiel von
- Tomaso Antonio Vitali: Follia
- Henrico Albicastro: La Follia
- Michel de Béthune: Folies d’Espagne (in: M. Monien: Pièces en tabulature d’angélique. Paris 1681)[5]
- Bernardo Pasquini: Partite diverse di Follia in re
- Francesco Corbetta: Folia (Folie[6])
- Giovanni Antonio Pandolfi Mealli
- Jean-Henri d’Anglebert: Folies d’Espagne
- Gaspar Sanz[7]
- François Le Cocq († 1729): Folies d’Espagne (Brüssel, um 1700)[8]
- Marc-Roger Normand (1663–1734): Folies d’Espagne
- Marin Marais: Variations sur les Folies d’Espagne
- Giovanni Reali (1681–1751): Follia all’italiana
- Antonio Martín y Coll (16??–nach 1733)
- Reinhard Keiser: La-Folia-Thema in Der lächerliche Prinz Jodelet
- Michel Farinel: Farinels Ground
- Antonio Vivaldi: Triosonate op. 1/12
- Alessandro Scarlatti: Follia
- Paolo Benedetto Bellinzani: La Folia
- Enrico de Mori: 26 Variationen La Folia de Spagna

### Die Folia von der Klassik bis zur Neuzeit
Auch nach ihrer Hoch-Zeit um 1700 geriet die Folia nicht in Vergessenheit. Zum einen wurden Foliavariationen geschrieben, die neben dem historischen Rückgriff auf das Foliamodell eigenständige Werke ihrer Zeit sind. Einige dieser Kompositionen sind
- Domenico Gallo: Follia in g-moll, aus Suonate a Quattro
- Francesco Petrini: Variations sur Les Folies d'Espagne, Op. 28
- 1778: Carl Philipp Emanuel Bach: 12 Variationen auf die Folie d’Espagne in d mineur für Klavier (Wq 118 Nr. 9)
- 1798 Luigi Cherubini Ouverture der Oper L'Hôtellerie portugaise

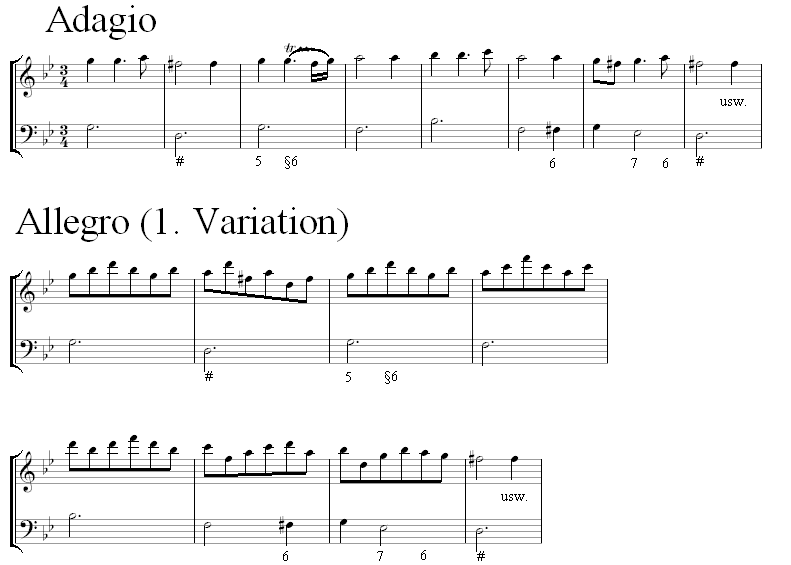
Die erste Hälfte des Foliathemas mit Variation (nach Arcangelo Corelli), transponiert nach g-Moll

- 1815: Antonio Salieri: La Follia di Spagna – 26 Variationen für Orchester
- François de Fossa: Les Folies d'Espagne
- Fernando Sor: Folies d'Espagne
- Mauro Giuliani: Variazioni sul tema della Follia di Spagna[9]
- Miguel Llobet: Variationes de un tema de Sor
- 1863: Franz Liszt: Rhapsodie espagnole

- 1929: Manuel María Ponce: Diferencias sobre la folia de Espana y fuga
- 1932: Sergei Rachmaninov: Variationen über ein Thema von Corelli, op. 42
- 1986: Matthias Maute: How I love you, sweet Follia! für Tenorblockflöte solo
- 1986: Oskar Sigmund: La Folia. Neue Variationen über ein altes Thema für zwei Gitarren[10]
- 2013: Klaus Miehling: Folia-Variationen für vier Blockflöten (ATBGb), op. 209

Zum anderen wurde das Foliamodell, namentlich das harmonische Schema, in andere Stücke eingefügt, ganz, ausschnittsweise oder in Anlehnung. Einige Beispiele sind
- 1808/1809: Ludwig van Beethoven: Symphonie Nr. 5 c-Moll op. 67, 2. Satz (Takte 166–174); Klavierkonzert Nr. 5 Es-Dur op. 73, 1. Satz (Takte 41–48 und viele weitere Male)
- 1828: Franz Schubert: Doppelgänger aus dem Zyklus Schwanengesang
- 1863: Franz Liszt: Totentanz (Takt 484 ff.)
- 1992: Vangelis: Conquest of Paradise

Außerdem klingt das Variationsmodell der Folia in der bis heute aktuellen finnischen Folklore Lampaan Polska an, der Lamm-Polska. Sie beginnt meist mit einem ruhigen Dreiertakt, um dann mit einem flotten Nachtanz nach demselben Harmonieschema zu enden.